# Planum nuchale
Planum nuchale er den del af squama occipitalis der ligger nedenfor den højeste nakkelinje. Den er rug og irregulær, for hæftning af flere muskler.